# ماوريسيو فارغاس
ماوريسيو فارغاس (بالإسبانية: Mauricio Vargas)‏ (10 أغسطس 1992 في الولايات المتحدة - ) هو لاعب كرة قدم كوستاريكي في مركز حراسة المرمى.

## وصلات خارجية
- ماوريسيو فارغاس على موقع الاتحاد الدولي (مؤرشف)  (الإنجليزية)
- ماوريسيو فارغاس على موقع قاعدة بيانات كرة القدم.إي يو (الإنجليزية)
- ماوريسيو فارغاس على موقع Soccerway.com (الإنجليزية)